# Teatro de Lorensberg
El Teatro de Lorensberg (en sueco: Lorensbergsteatern) es un teatro de la ciudad  de Gotemburgo, localizado en el barrio de Lorensberg, en la proximidad de la Götaplatsen.
Fue fundado por Sophus Petersen y fue inaugurado el 27 de octubre de 1916, mucho antes de la inauguración del Teatro Municipal de Gotemburgo (Göteborgs Stadsteater). Desde 1987, es gestionado por la sociedad anónima Kulturtuben, que patrocina presentaciones propias y alquila igualmente el local para otras realizaciones.